# الركب (يريم)

تعديل مصدري - تعديل

الركب هي إحدى قرى عزلة خودان بمديرية يريم التابعة لمحافظة إب، بلغ تعداد سكانها 610 نسمة حسب تعداد اليمن لعام 2004.